# Садчиковський сільський округ
Садчико́вський сільський округ (каз. Садчиков ауылдық округі, рос. Садчиковский сельский округ) — адміністративна одиниця у складі Костанайського району Костанайської області Казахстану. Адміністративний центр — село Садчиковка.
Населення — 3143 особи (2021; 3970 у 2009, 3031 у 1999, 3011 у 1989).
Станом на 1989 рк існувала Садчиковська сільська рада (села Константиновка, Садчиковка).

## Склад
До складу округу входять такі населені пункти:
| Населений пункт      | Старі назви | Населення, осіб (1989) | Населення, осіб (1999) | Населення, осіб (2009) | Населення, осіб (2021) |
| -------------------- | ----------- | ---------------------- | ---------------------- | ---------------------- | ---------------------- |
| Константиновка, село | -           | 834                    | 772                    | 1023                   | 717                    |
| Садчиковка, село     | -           | 2177                   | 2259                   | 2947                   | 2426                   |